# Shane Stefanutto
Shane Stefanutto (né le 12 janvier 1980 à Cairns, en Australie) est un footballeur international australien. Il évolue au poste de défenseur avec le Brisbane Roar en A-League.

## Biographie

### En sélection nationale
Shane Stefanutto fait ses débuts en équipe nationale d'Australie le 24 mars 2007 contre la Chine.
3 sélections et 0 but avec la Australie depuis 2007.

## Statistiques détaillées

### En club
| Saison      | Club                  | Pays      | Championnat | Championnat | Championnat |
| Saison      | Club                  | Pays      | Division    | Matchs      | Buts        |
| ----------- | --------------------- | --------- | ----------- | ----------- | ----------- |
| 2004        | Lillestrøm SK         | Norvège   | Tippeligaen | 15          | 0           |
| 2005        | Lillestrøm SK         | Norvège   | Tippeligaen | 12          | 0           |
| 2006        | Lillestrøm SK         | Norvège   | Tippeligaen | 25          | 0           |
| 2007        | Lillestrøm SK         | Norvège   | Tippeligaen | 26          | 1           |
| 2008        | FK Lyn                | Norvège   | Tippeligaen | 19          | 0           |
| 2009        | FK Lyn                | Norvège   | Tippeligaen | 19          | 0           |
| 2009 - 2010 | North Queensland Fury | Australie | A-League    | 7           | 0           |
| 2010 - 2011 | Brisbane Roar         | Australie | A-League    | 20+2        | 0           |

### En sélection

#### Matchs internationaux
| Matchs internationaux de Shane Stefanutto | Matchs internationaux de Shane Stefanutto | Matchs internationaux de Shane Stefanutto | Matchs internationaux de Shane Stefanutto | Matchs internationaux de Shane Stefanutto |
|                                           | Date                                      | Adversaire                                | Minutes jouées                            | Compétition                               |
| ----------------------------------------- | ----------------------------------------- | ----------------------------------------- | ----------------------------------------- | ----------------------------------------- |
| 1.                                        | 24 mars 2007                              | Chine                                     | 66e                                       | Match amical                              |
| 2.                                        | 17 juin 2009                              | Japon                                     | 90 min                                    | Éliminatoires Coupe d'Asie 2011           |
| 3.                                        | 5 septembre 2009                          | Corée du Sud                              | 90 min                                    | Match amical                              |

## Palmarès

### En club
- Avec Lillestrøm SK :
  - Vainqueur de la Coupe de Norvège en 2007.

- Avec Brisbane Roar :
  - Champion d'Australie en 2011, 2012 et 2014.